# Un certain regard
Un certain regard —en español, Una cierta mirada— es una sección del Festival de Cine de Cannes. Las proyecciones de esta sección se realizan en la sala Debussy, paralela a la competición por la Palme d'Or.
Esta parte del festival fue introducida en 1978 por Gilles Jacob. Cada año presenta una serie de películas con diferentes tipos de visiones y estilos, obras «originales y diferentes» que buscan el reconocimiento internacional.

## Ganadores
En 1998 se creó el Premio Un certain regard para reconocer el talento joven y fomentar obras innovadoras y atrevidas, premiando una de las películas con una donación para ayudar a su distribución en Francia. Desde 2005, el premio consiste en €30 000 financiado por Groupama GAN Foundation.
| Año  | Película                                                                    | Dirección                  | Nacionalidad                       |
| ---- | --------------------------------------------------------------------------- | -------------------------- | ---------------------------------- |
| 1998 | Asesino (Tueur à gages)                                                     | Darezhan Omirbaev          | Kazajistán*                        |
| 1999 | Beautiful People                                                            | Jasmin Dizdar              | Reino Unido* Bosnia y Herzegovina* |
| 2000 | Things You Can Tell Just by Looking at Her                                  | Rodrigo García             | Colombia*                          |
| 2001 | Amour d'enfance                                                             | Yves Caumon                | Francia*                           |
| 2002 | Blissfully Yours (Sud Senaeha)                                              | Apichatpong Weerasethakul  | Tailandia*                         |
| 2003 | La mejor juventud (La meglio gioventù)                                      | Marco Tullio Giordana      | Italia*                            |
| 2004 | Moolaadé                                                                    | Ousmane Sembène            | Senegal*                           |
| 2005 | La muerte del señor Lăzărescu (Moartea domnului Lăzărescu)                  | Cristi Puiu                | Rumania*                           |
| 2006 | Coche de lujo (Jiāng chéng xià rì)                                          | Wang Chao                  | China*                             |
| 2007 | California Dreamin'                                                         | Cristian Nemescu           | Rumania                            |
| 2008 | Tulpan                                                                      | Sergey Dvortsevoy          | Kazajistán                         |
| 2009 | Canino (Kynodontas)                                                         | Yorgos Lanthimos           | Grecia*                            |
| 2010 | Hahaha                                                                      | Hong Sang-soo              | Corea del Sur*                     |
| 2011 | Arirang                                                                     | Kim Ki-duk                 | Corea del Sur                      |
| 2011 | Halt auf freier Strecke                                                     | Andreas Dresen             | Alemania*                          |
| 2012 | Después de Lucía                                                            | Michel Franco              | México*                            |
| 2013 | The Missing Picture (L'Image manquante)                                     | Rithy Panh                 | Camboya*                           |
| 2014 | White God (Fehér isten)                                                     | Kornél Mundruczó           | Hungría*                           |
| 2015 | Rams (Hrútar)                                                               | Grímur Hákonarson          | Islandia*                          |
| 2016 | The Happiest Day in the Life of Olli Mäki (Hymyilevä mies)                  | Juho Kuosmanen             | Finlandia*                         |
| 2017 | A Man of Integrity (Lerd)                                                   | Mohammad Rasoulof          | Irán*                              |
| 2018 | Border (Gräns)                                                              | Ali Abbasi                 | Suecia*                            |
| 2019 | The Invisible Life of Eurídice Gusmão (A Vida Invisível de Eurídice Gusmão) | Karim Aïnouz               | Brasil*                            |
| 2021 | Unclenching the Fists (Razzhimaja kulaki)                                   | Kira Kovalenko             | Rusia*                             |
| 2022 | The worst ones (Les pires)                                                  | Lise Akoka & Romane Gueret | Francia                            |
| 2023 | How to have sex                                                             | Molly Manning Walker       | Reino Unido                        |
| 2024 | Black Dog                                                                   | Hu Guan                    | China                              |
| 2025 | La misteriosa mirada del flamenco                                           | Diego Céspedes             | Chile*                             |

* Primera victoria para ese país

## Lista completa de ganadores
| Año  | Película                                                                 | Destinatario                                         | Nacionalidad                       | Premio                                               |
| ---- | ------------------------------------------------------------------------ | ---------------------------------------------------- | ---------------------------------- | ---------------------------------------------------- |
| 1998 | Asesino (Tueur à gages)                                                  | Darejan Omirbaev                                     | Kazajistán                         | Prix un certain regard                               |
| 1999 | Beautiful People                                                         | Jasmin Dizar                                         | Reino Unido, Bosnia y Herzegovina  | Prix un certain regard                               |
| 2000 | Things You Can Tell Just by Looking at Her                               | Rodrigo García                                       | Colombia                           | Prix un certain regard                               |
| 2000 | Eu, Tu, Eles                                                             | Andrucha Waddington                                  | Brasil                             | Mention spéciale                                     |
| 2001 | Amour d'enfance                                                          | Yves Caumon                                          | Francia                            | Prix un certain regard                               |
| 2002 | Blissfully Yours (Sud Senaeha)                                           | Apichatpong Weerasethakul                            | Tailandia                          | Prix un certain regard                               |
| 2003 | La mejor juventud (La meglio gioventù)                                   | Marco Tullio Giordana                                | Italia                             | Prix un certain regard                               |
| 2003 | Mille mois                                                               | Faouzi Bensaidi                                      | Marruecos                          | Prix le premier regard                               |
| 2003 | Sangre y oro (Talaye Sorkh)                                              | Jafar Panahi                                         | Irán                               | Prix du jury                                         |
| 2004 | Moolaadé                                                                 | Ousmane Sembène                                      | Senegal                            | Prix un certain regard                               |
| 2004 | Whisky                                                                   | Juan Pablo Rebella y Pablo Stoll                     | Uruguay                            | Prix du regard original                              |
| 2004 | Tierra y cenizas (Khakestar-o-khak)                                      | Atiq Rahimi                                          | Afganistán                         | Prix du regard vers l'avenir                         |
| 2005 | La muerte del Sr. Lazarescu (Moartea domnului Lăzărescu)                 | Cristi Puiu                                          | Rumania                            | Prix un certain regard                               |
| 2005 | Le filmeur                                                               | Alain Cavalier                                       | Francia                            | Prix de l'intimité                                   |
| 2005 | Delwende                                                                 | S. Pierre Yameogo                                    | Burkina Faso                       | Prix de l'espoir                                     |
| 2006 | Coche de lujo (Jiāng chéng xià rì)                                       | Wang Chao                                            | China                              | Prix un certain regard                               |
| 2006 | Ten Canoes                                                               | Rolf de Heer                                         | Australia, · Países Bajos          | Prix spécial du jury                                 |
| 2006 | Cómo celebré el fin del mundo (Cum mi-am petrecut sfârşitul lumii)       | Doroteea Petre                                       | Rumania                            | Prix d'interprétation féminine                       |
| 2006 | El violín (El violín)                                                    | Ángel Tavira                                         | México                             | Prix d'interprétation masculine                      |
| 2006 | Meurtrières                                                              | Patrick Grandperret                                  | Francia                            | Prix du président du jury                            |
| 2007 | California Dreamin'                                                      | Cristian Nemescu                                     | Rumania                            | Prix un certain regard                               |
| 2007 | Actrices (Actrices)                                                      | Valeria Bruni-Tedeschi                               | Francia, · Italia                  | Prix spécial du jury                                 |
| 2007 | La banda nos visita (Bikur Hatizmoret)                                   | Eran Kolirin                                         | Israel                             | Coup de cœur du jury                                 |
| 2008 | Tulpan                                                                   | Sergey Dvortsevoy                                    | Kazajistán                         | Prix un certain regard                               |
| 2008 | Tokyo Sonata (Tōkyō sonata)                                              | Kiyoshi Kurosawa                                     | Japón                              | Prix du jury                                         |
| 2008 | Wolke Neun                                                               | Andreas Dresen                                       | Alemania                           | Coup de cœur du jury                                 |
| 2008 | Tyson                                                                    | James Toback                                         | Estados Unidos                     | Le K.O. du certain regard                            |
| 2008 | Johnny Mad Dog                                                           | Jean-Stéphane Sauvaire                               | Francia                            | Prix de l'espoir                                     |
| 2009 | Canino (Kynodontas)                                                      | Yorgos Lanthimos                                     | Grecia                             | Prix un certain regard                               |
| 2009 | Polițist, adjectiv                                                       | Corneliu Porumboiu                                   | Rumania                            | Prix du jury                                         |
| 2009 | Nadie sabe nada de gatos persas (Kasi az Gorbehaye Irani Khabar Nadareh) | Bahman Ghobadi                                       | Irán                               | Prix spécial du jury ex-aequo                        |
| 2009 | Le père de mes enfants                                                   | Mia Hansen-Løve                                      | Francia                            | Prix spécial du jury ex-aequo                        |
| 2010 | Hahaha                                                                   | Hong Sang-soo                                        | Corea del Sur                      | Prix un certain regard                               |
| 2010 | Octubre (Octubre)                                                        | Daniel Vega, Diego Vega                              | Perú                               | Prix du jury                                         |
| 2010 | Los labios                                                               | Adela Sánchez, Eva Bianco, Victoria Raposo           | Argentina                          | Prix d’interprétation féminine                       |
| 2011 | Arirang                                                                  | Kim Ki-duk                                           | Corea del Sur                      | Prix un certain regard                               |
| 2011 | Halt auf freier Strecke                                                  | Andreas Dresen                                       | Alemania                           | Prix un certain regard                               |
| 2011 | Elena                                                                    | Andrey Zvyagintsev                                   | Rusia                              | Prix spécial du jury                                 |
| 2011 | Goodbye (Be omid e didar)                                                | Mohammad Rasoulov                                    | Irán                               | Prix de la mise en scène                             |
| 2012 | Después de Lucía                                                         | Michel Franco                                        | México                             | Prix un certain regard                               |
| 2012 | Laurence Anyways                                                         | Suzanne Clément                                      | Canadá                             | Prix d'interprétation féminine                       |
| 2012 | Our Children (À Perdre la Raison)                                        | Emilie Dequenne                                      | Bélgica                            | Prix d'interprétation féminine                       |
| 2013 | The Missing Picture (L'Image manquante)                                  | Rithy Panh                                           | Camboya                            | Prix un certain regard                               |
| 2013 | Omar                                                                     | Hany Abu-Assad                                       | Palestina                          | Prix spécial du jury                                 |
| 2013 | L'Inconnu du lac                                                         | Alain Guiraudie                                      | Francia                            | Prix de la mise en scène                             |
| 2013 | La jaula de oro                                                          | Diego Quemada-Diez                                   | México                             | Prix un talent certain pour l'ensemble des comédiens |
| 2013 | Fruitvale Station                                                        | Ryan Coogler                                         | Estados Unidos                     | Prix de l’avenir                                     |
| 2014 | White God (Fehér isten)                                                  | Kornél Mundruczó                                     | Hungría                            | Prix un certain regard                               |
| 2014 | Force Majeure (Turist)                                                   | Ruben Östlund                                        | Suecia                             | Prix du jury                                         |
| 2014 | Jauja                                                                    | Lisandro Alonso                                      | Argentina                          | Prix de FIPRESCI                                     |
| 2014 | La sal de la tierra                                                      | Wim Wenders y Juliano Ribeiro Salgado                | Alemania, · Brasil                 | Prix special du certain regard                       |
| 2014 | Party Girl                                                               | Marie Amachoukeli, Claire Burger, Samuel Theis       | Francia                            | Prix d'ensemble                                      |
| 2014 | Charlie's Country                                                        | David Gulpilil                                       | Australia                          | Prix du meilleur acteur                              |
| 2015 | The High Sun (Zvizdan)                                                   | Dalibor Matanic                                      | Croacia                            | Prix du Jury                                         |
| 2015 | Journey to the Shore (Kishibe no Tabi)                                   | Kiyoshi Kurosawa                                     | Japón                              | Prix de la mise-en-scene                             |
| 2015 | Chauthi Koot                                                             | Gurvinder Singh                                      | India                              | Prix avenir prometteur                               |
| 2015 | Masaan                                                                   | Neeraj Ghaywan                                       | India                              | Prix avenir prometteur                               |
| 2015 | Nahid                                                                    | Ida Panahandeh                                       | Irán                               | Prix avenir prometteur                               |
| 2015 | The Treasure (Comoara)                                                   | Corneliu Porumboiu                                   | Rumania                            | Prix un certain talent                               |
| 2016 | Harmonium (Fuchi ni Tatsu)                                               | Koji Fukada                                          | Japón                              | Prix du Jury                                         |
| 2016 | Captain Fantastic                                                        | Matt Ross                                            | Estados Unidos                     | Prix de la mise-en-scène                             |
| 2016 | The Stopover (Voir du pays)                                              | Delphine Coulin, Muriel Coulin                       | Francia                            | Prix du meilleur scénario                            |
| 2016 | The Red Turtle (La Tortue rouge)                                         | Michael Dudok de Wit                                 | Países Bajos                       | Prix spécial du certain regard                       |
| 2017 | April's Daughter (Las Hijas de Abril)                                    | Michel Franco                                        | México                             | Prix du Jury                                         |
| 2017 | Fortunata                                                                | Jasmine Trinca                                       | Italia                             | Prix d'interprétation féminine                       |
| 2017 | Barbara                                                                  | Mathieu Amalric                                      | Francia                            | Prix de la poésie du cinéma                          |
| 2017 | Wind River                                                               | Taylor Sheridan                                      | Estados Unidos                     | Prix de la mise-en-scène                             |
| 2018 | The Dead and the Others (Chuva é Cantoria na Aldeia dos Mortos)          | João Salaviza, Renée Nader Messora                   | Brasil, Portugal                   | Prix du Jury                                         |
| 2018 | Girl                                                                     | Victor Polster                                       | Bélgica                            | Prix du meilleur acteur                              |
| 2018 | Sofia                                                                    | Meryem Benm'Barek-Aloïsi                             | Bélgica                            | Prix du scénario                                     |
| 2018 | Donbass                                                                  | Sergei Loznitsa                                      | Ucrania                            | Prix de la mise-en-scène                             |
| 2019 | Fire Will Come (O que arde)                                              | Oliver Laxe                                          | España                             | Prix du Jury                                         |
| 2019 | On a Magical Night (Chambre 212)                                         | Chiara Mastroianni                                   | Francia                            | Prix d'interprétation féminine                       |
| 2019 | Beanpole (Dylda)                                                         | Kantemir Balagov                                     | Rusia                              | Prix du meilleur directeur                           |
| 2019 | The Climb                                                                | Michael Angelo Covino                                | Estados Unidos                     | Coup De coeur                                        |
| 2019 | Liberté                                                                  | Albert Serra                                         | España                             | Prix spécial du jury                                 |
| 2021 | Great Freedom (Große Freiheit)                                           | Sebastian Meise                                      | Austria                            | Prix du Jury                                         |
| 2021 | Bonne mère                                                               | Hafsia Herzi                                         | Francia                            | Ensemble Prize                                       |
| 2021 | Lamb (Dýrið)                                                             | Valdimar Jóhannsson                                  | Islandia                           | Prix du regard original                              |
| 2021 | La Civil                                                                 | Teodora Mihai                                        | Bélgica, México, Rumania           | Prize of Courage                                     |
| 2021 | Prayers for the Stolen (Noche de fuego)                                  | Tatiana Huezo                                        | México                             | Mention spéciale                                     |
| 2022 | Joyland                                                                  | Saim Sadiq                                           | 🇵🇰 Pakistán                        | Prix de Jury                                         |
| 2022 | Metronom                                                                 | Alexandru Belc                                       | Rumania                            | Prix du meilleur directeur                           |
| 2022 | Corsage                                                                  | Vicky Krieps                                         | 🇱🇺 Luxemburgo                      | Mejor interpretación                                 |
| 2022 | Harka                                                                    | Adam Bessa                                           | Francia                            | Mejor interpretación                                 |
| 2022 | Mediterranean Fever                                                      | Maha Haj                                             | 🇵🇸 Palestina                       | Mejor guion                                          |
| 2022 | Rodeo                                                                    | Lola Quivoron                                        | Francia                            | Coup de cœur                                         |
| 2023 | Hounds                                                                   | Kamal Lazraq                                         | 🇲🇦 Marruecos                       | Prix du Jury                                         |
| 2023 | The Mother of All Lies                                                   | Kadib Abyad                                          | 🇲🇦 Marruecos                       | Prix du meilleur directeur                           |
| 2023 | Goodbye Julia                                                            | Mohamed Kordofani                                    | 🇸🇩 Sudán                           | Freedom Prize                                        |
| 2023 | The Buriti Flower                                                        | João Salaviza, Renée Nader Messora, reparto y equipo | Brasil, Portugal                   | Prix d'ensemble                                      |
| 2023 | Omen                                                                     | Baloji Tshiani                                       | 🇨🇩 República Democrática del Congo | New Voice Prize                                      |
| 2024 | Black Dog                                                                | Hu Guan                                              | China                              | Prix un certain regard                               |
| 2024 | L'histoire de Souleyname                                                 | Boris Lojkine                                        | Francia                            | Prix du Jury                                         |
| 2024 | The Damned                                                               | Roberto Minervini                                    | Italia                             | Prix du meilleur directeur                           |
| 2024 | On Becoming a Guinea Fowl                                                | Rungano Nyoni                                        | Zambia                             | Prix du meilleur directeur                           |
| 2024 | L'histoire de Souleyname                                                 | Abou Sangaré                                         | Francia                            | Mejor Actor                                          |
| 2024 | The Shameless                                                            | Anasuya Sengupta                                     | India                              | Mejor Actriz                                         |
| 2024 | Holy Cow                                                                 | Louise Courvoisier                                   | Francia                            | Prix de la Jeunesse                                  |
| 2024 | Norah                                                                    | Tawfik Alzaidi                                       | Arabia Saudita                     | Mención especial                                     |